# Vrede van Spiers
De Vrede van Spiers was een vredesverdrag in 1544 in Speyer tussen het Heilige Roomse Rijk en Denemarken dat de Nederlandse scheepvaart weer vrije toegang tot de Oostzee gaf na de Deense Successieoorlogen.
Het verdrag werd getekend op 23 mei 1544, tijdens de Rijksdag van Spiers (Duitsland).
Onder druk gezet door de keizer Karel V opende de Deense koning Christiaan III de Sont weer voor Nederlandse scheepvaart, zodat de Nederlanders hun handelsdominantie in de landen rond de Oostzee verder konden uitbouwen. De Nederlanders kregen vrijstelling van de zware tolheffing die Christiaan III op passerende schepen had geplaatst in een poging om de Nederlandse handelsdominantie in te dammen.
In het verdrag erkende Karel V ook Christiaan III als rechtmatige koning van Denemarken, en beloofde geen militaire steun te geven aan zijn rivaal Christiaan II.
Na de Vrede van Spiers hield Christiaan III zich buiten de Europese oorlogen, waaronder de protestants-Rooms-katholieke conflicten, zoals de Schmalkaldische Oorlog van 1546. Nederland zou nog twee eeuwen lang de handel in de Oostzee domineren.